# Sidusa turquinensis
Sidusa turquinensis là một loài nhện trong họ Salticidae.
Loài này thuộc chi Sidusa. Sidusa turquinensis được Elizabeth Bangs Bryant miêu tả năm 1940.